# Wellingsbüttler Grenzgraben
El Wellingsbüttler Grenzgraben (en baix alemany Wellingsbüddler Scheedgraven) és un riu de l'estat d'Hamburg a Alemanya.
Neix al barri de Wellingsbüttel a l'aiguamoll Grootmoor i desemboca a la conca de retenció al Berner Au a la frontera entre els barris de Sasel i de Bramfeld. El seu nom significa riu fronterer de Wellingsbüttel. Desguassa via el Berner Au, el Wandse, l'Alster a l'Elba.

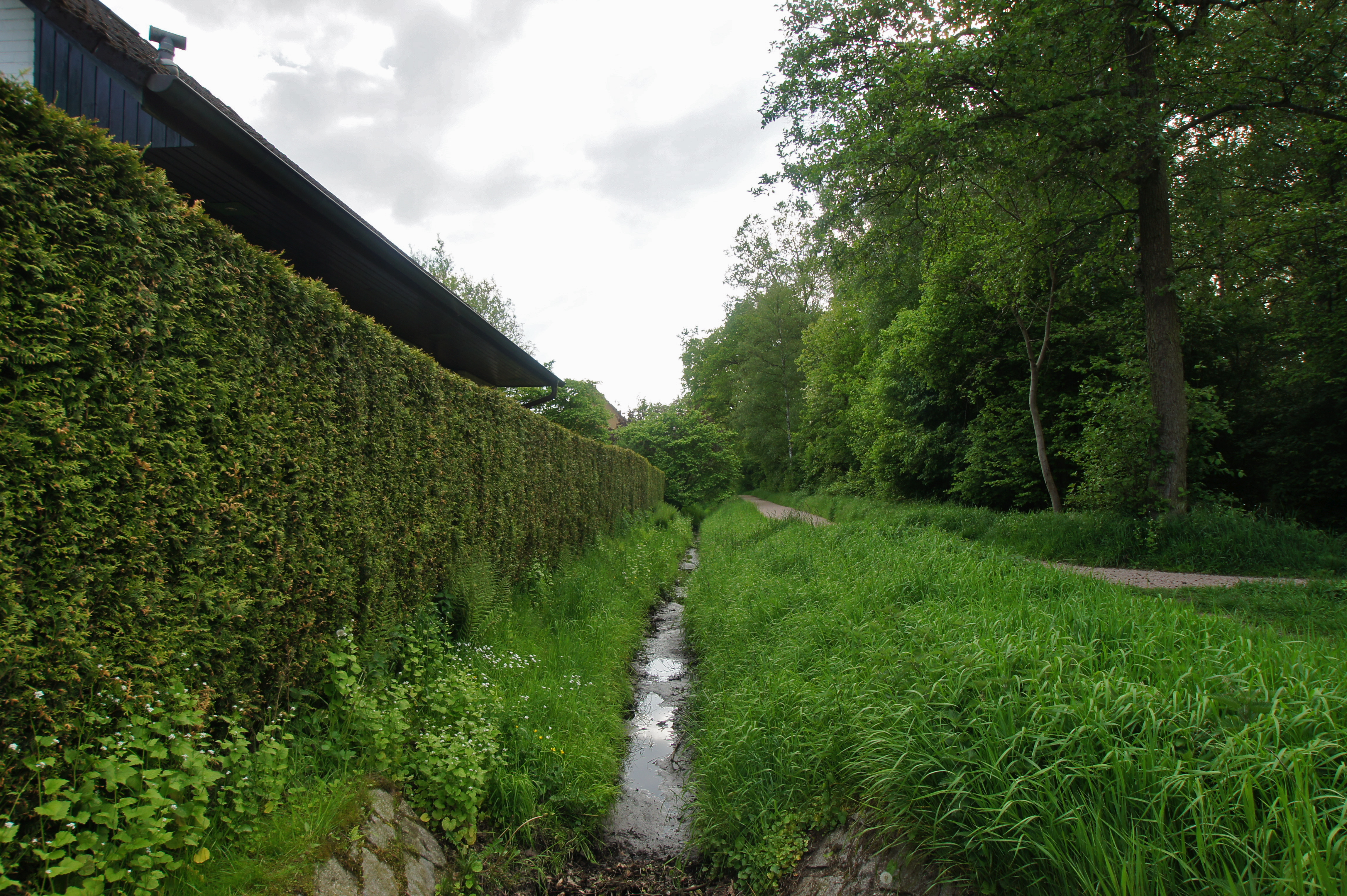
El riu al Grootmoor
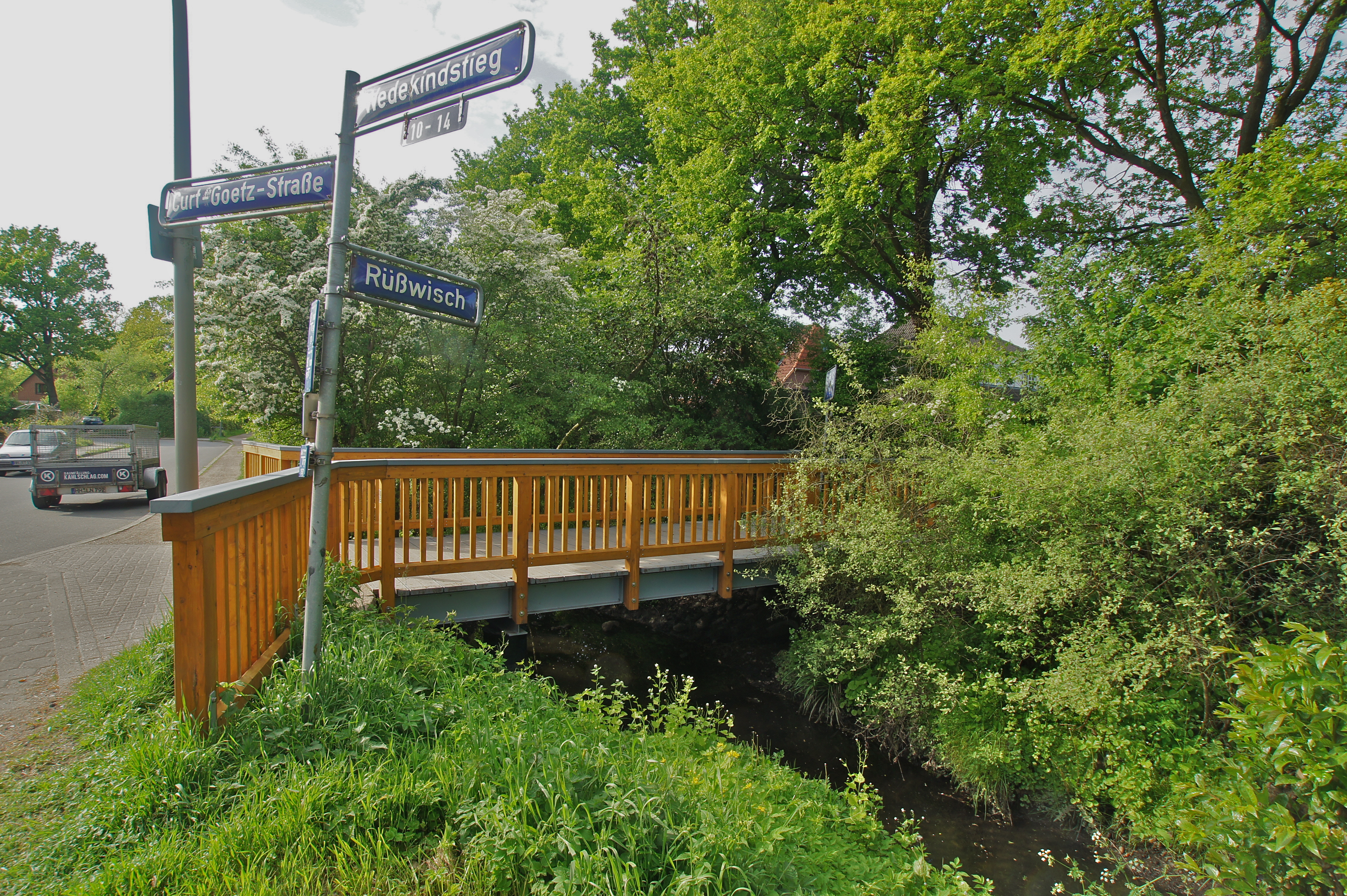
Segon pont per a vianants
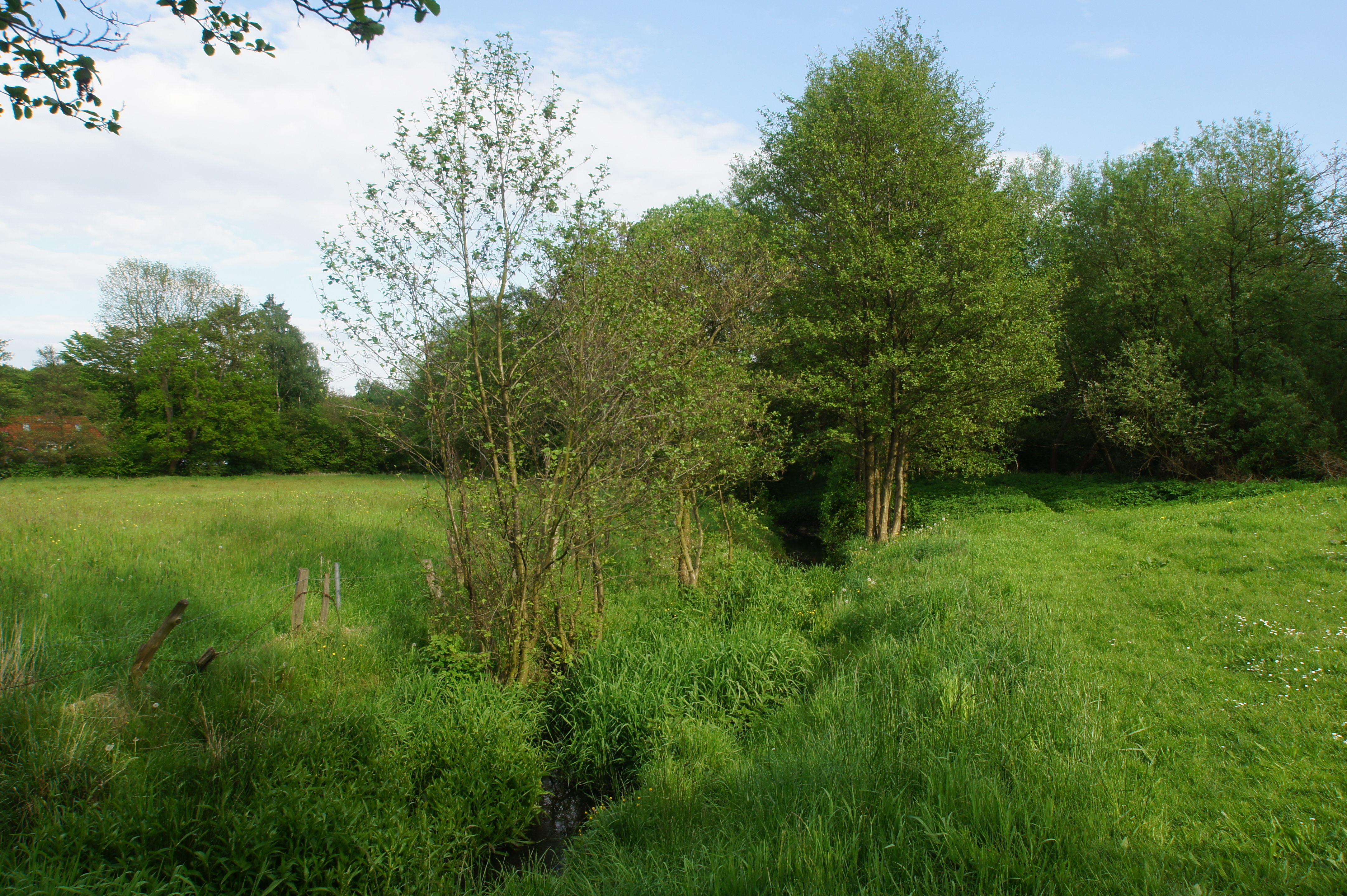
El riu al parc a l'entorn de la conca de retenció
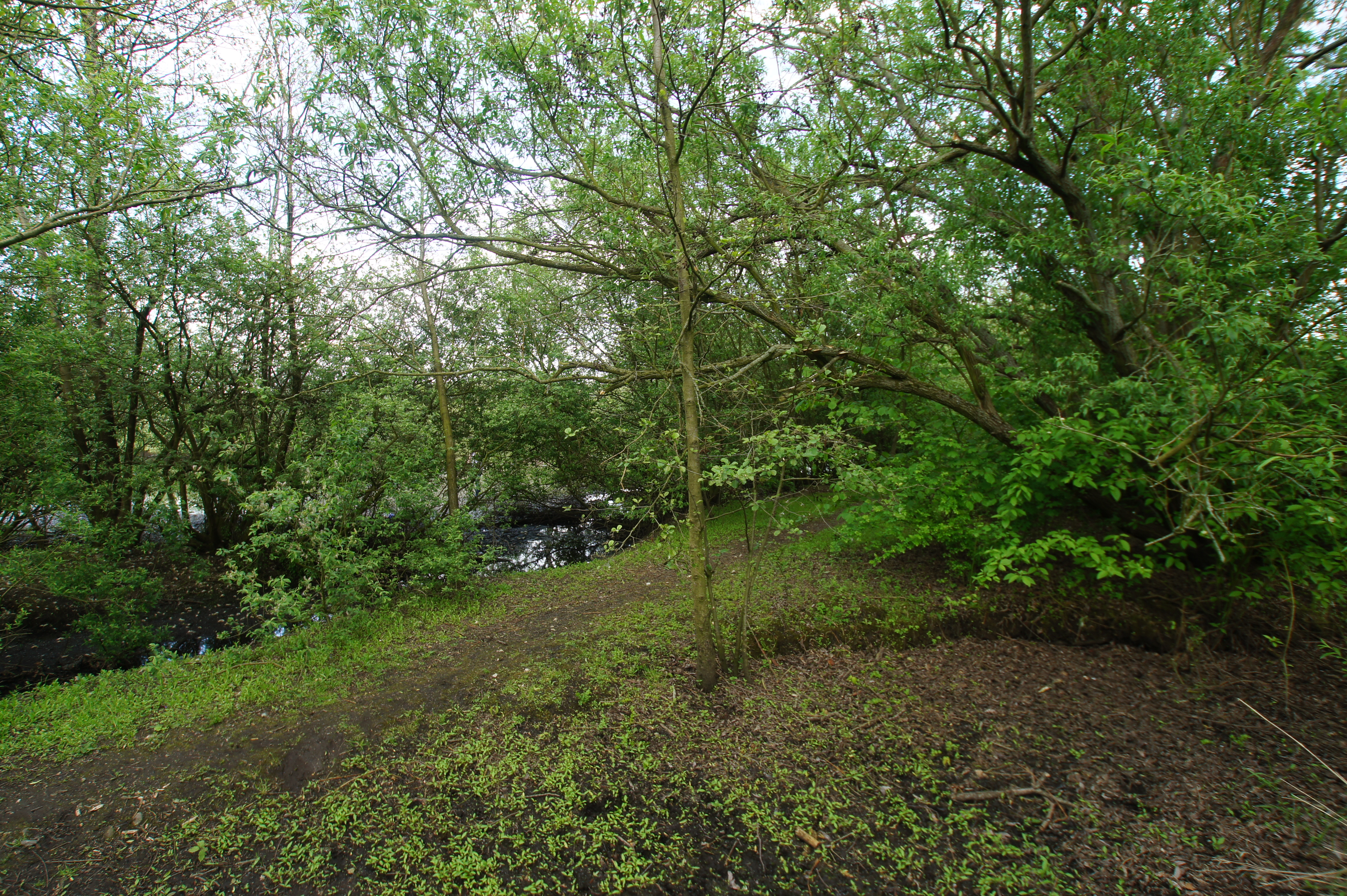
El riu al primer pla i la conca de retenció al segon pla
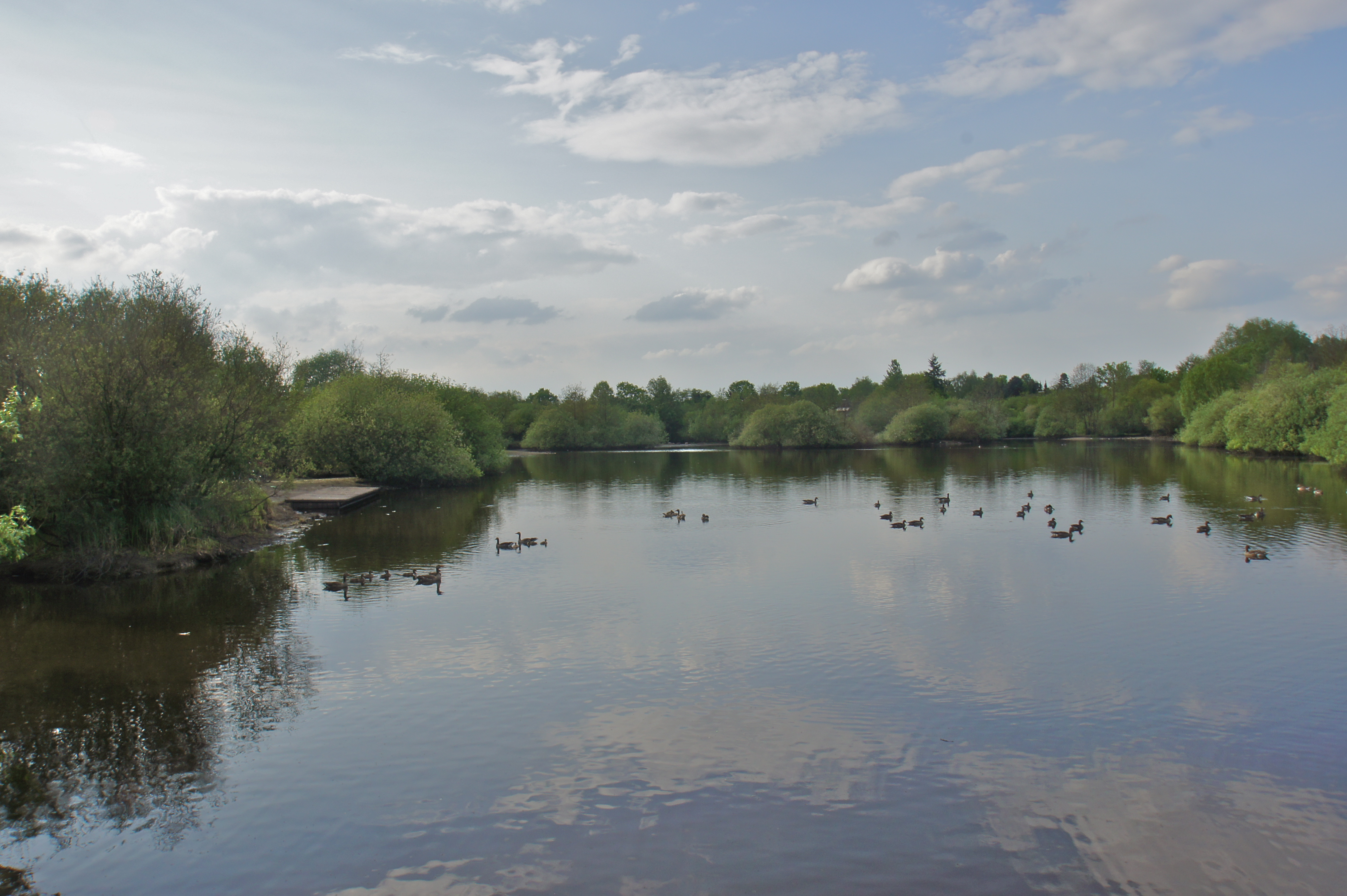
La conca de retenció a la desembocadura del Grenzgraben al Berner Au